# St. Albans (Maine)
St. Albans ist eine Town im Somerset County des Bundesstaates Maine in den Vereinigten Staaten. Im Jahr 2020 lebten dort 2045 Einwohner in 1291 Haushalten auf einer Fläche von 121,99 km².

## Geographie
Nach dem United States Census Bureau hat St. Albans eine Gesamtfläche von 121,99 km², von der 116,01 km² Land sind und 5,98 km² aus Gewässern bestehen.

### Geographische Lage
St. Albans liegt im Südosten des Somerset Countys und grenzt an das Penobscot County. Im Westen grenzt der See The Narrows an und im Osten der Weymouth Pond. Zentral auf dem Gebiet liegt der Indian Pond. Es gibt weitere kleinere Seen auf dem Gebiet der Town. Die Oberfläche ist leicht hügelig, der 319 m hohe Saint Albans Mountain im Nordwesten des Gebietes ist die höchste Erhebung.

### Nachbargemeinden
Alle Entfernungen sind als Luftlinien zwischen den offiziellen Koordinaten der Orte aus der Volkszählung 2010 angegeben.
- Norden: Ripley, 7,9 km
- Nordosten: Dexter, Penobscot County, 15,4 km
- Osten: Corinna, Penobscot County, 10,3 km
- Südosten: Newport, Penobscot County, 14,3 km
- Süden: Palmyra, 9,5 km
- Südwesten: Hartland, 11,8 km
- Nordwesten: Harmony, 13,6 km

### Stadtgliederung
In St. Albans gibt es mehrere Siedlungsgebiete: Dixie Corner, Dow Corner, East Saint Albans, Johnson Corner, Lyford Corner, Nutter Corner, St. Albans (Saint Albans), Stronghold und Wildwood.

### Klima
Die mittlere Durchschnittstemperatur in St. Albans liegt zwischen −11,1 °C (12 °F) im Januar und 20,0 °C (68 °F) im Juli. Damit ist der Ort gegenüber dem langjährigen Mittel der USA um etwa 9 Grad kühler. Die Schneefälle zwischen Oktober und Mai liegen mit bis zu zweieinhalb Metern mehr als doppelt so hoch wie die mittlere Schneehöhe in den USA; die tägliche Sonnenscheindauer liegt am unteren Rand des Wertespektrums der USA.

## Geschichte
St. Albans wurde ab 1800 besiedelt und am 14. Juni 1813 als Town organisiert. Vermessen wurde das Gebiet als Township No. 5, Fourth Range North of Waldo Patent (T5 R4 NWP). Teile von Hartland wurden im Jahr 1821 hinzugenommen und Gebiet wurde im Jahr 1846 an Hartland abgegeben. Teile von Ripley wurden 1862 hinzugenommen, diese Landnahme wurde im Jahr 2002 rückgängig gemacht.
Benannt wurde St. Albans sowohl nach dem Märtyrer Alban von England als auch nach der gleichnamigen südenglischen Stadt St Albans.

### Einwohnerentwicklung
| Volkszählungsergebnisse – Town of St. Albans, Maine | Volkszählungsergebnisse – Town of St. Albans, Maine | Volkszählungsergebnisse – Town of St. Albans, Maine | Volkszählungsergebnisse – Town of St. Albans, Maine | Volkszählungsergebnisse – Town of St. Albans, Maine | Volkszählungsergebnisse – Town of St. Albans, Maine | Volkszählungsergebnisse – Town of St. Albans, Maine | Volkszählungsergebnisse – Town of St. Albans, Maine | Volkszählungsergebnisse – Town of St. Albans, Maine | Volkszählungsergebnisse – Town of St. Albans, Maine | Volkszählungsergebnisse – Town of St. Albans, Maine |
| Jahr                                                | 1800                                                | 1810                                                | 1820                                                | 1830                                                | 1840                                                | 1850                                                | 1860                                                | 1870                                                | 1880                                                | 1890                                                |
| --------------------------------------------------- | --------------------------------------------------- | --------------------------------------------------- | --------------------------------------------------- | --------------------------------------------------- | --------------------------------------------------- | --------------------------------------------------- | --------------------------------------------------- | --------------------------------------------------- | --------------------------------------------------- | --------------------------------------------------- |
| Einwohner                                           |                                                     |                                                     | 371                                                 | 920                                                 | 1564                                                | 1792                                                | 1808                                                | 1675                                                | 1394                                                | 1206                                                |
| Jahr                                                | 1900                                                | 1910                                                | 1920                                                | 1930                                                | 1940                                                | 1950                                                | 1960                                                | 1970                                                | 1980                                                | 1990                                                |
| Einwohner                                           | 1037                                                | 1027                                                | 952                                                 | 1018                                                | 950                                                 | 1035                                                | 927                                                 | 1041                                                | 1400                                                | 1724                                                |
| Jahr                                                | 2000                                                | 2010                                                | 2020                                                | 2030                                                | 2040                                                | 2050                                                | 2060                                                | 2070                                                | 2080                                                | 2090                                                |
| Einwohner                                           | 1836                                                | 2005                                                | 2045                                                |                                                     |                                                     |                                                     |                                                     |                                                     |                                                     |                                                     |

## Wirtschaft und Infrastruktur

### Verkehr
Durch St. Albans verläuft in westöstlicher Richtung die Maine State Route 43 und in nordsüdlicher Richtung die Maine State Route 152.

### Öffentliche Einrichtungen
Es gibt medizinische Einrichtung in St. Albans. Weitere Einrichtungen für die Bewohner der Town finden sich in Hartland, Dexter und Pittsfield.
St. Albans hat keine eigene Bücherei. Die nächstgelegenen befinden sich in Hartland, Corinna und Dexter.

### Bildung
St. Albans gehört mit Corinna, Dixmont, Etna, Hartland, Newport, Palmyra und Plymouth zur Regional School Unit 19.
Im Schulbezirk werden folgende Schulen angeboten:
- Corinna Elementary School in Corinna, mit Schulklassen von Pre-Kindergarten bis zum 4. Schuljahr
- Etna-Dixmont School in Etna, mit Schulklassen von Pre-Kindergarten bis zum 8. Schuljahr
- Newport/Plymouth Elementary School in Newport, mit Schulklassen von Pre-Kindergarten bis zum 6. Schuljahr
- St. Albans Consolidated in St. Albans, mit Schulklassen von Pre-Kindergarten bis zum 5. Schuljahr
- Somerset Valley Middle School in Hartland, mit Schulklassen vom 5. bis zum 8. Schuljahr
- Sebasticook Middle School in Newport, mit Schulklassen vom 5. bis zum 8. Schuljahr
- Nokomis Regional High in Newport, mit Schulklassen vom 9. bis zum 12. Schuljahr